# Tony Award alla miglior orchestrazione
Il Tony Award alla miglior orchestrazione (Tony Award for Best Orchestrations) è una categoria del Tony Award, e un premio che dal 1997 celebra i migliori compositori, "orchestratori" e/o direttori d'orchestra che hanno adattato le musiche per l'orchestra di uno spettacolo o un musical nuovo a Broadway.

## Vincitori e candidati

### Anni 1990
- 1997: Jonathan Tuck – Titanic
  - Micheal Gibson – Steel Pier
  - Luther Henderson – Play On!
  - Don Sebesky e Harold Wheeler – The Life
- 1998: William David Brohn – Ragtime
  - Robert Elhai, Bruce Fowler e David Metzger – The Lion King
  - Michael Gibson – Cabaret
  - Stanley Silverman – The Capeman
- 1999: Douglas Besterman e Ralph Burns – Fosse
  - David Cullen – Swan Lake
  - Don Sebesky – Parade
  - Harold Wheeler – Little Me

### Anni 2000
- 2000: Don Sebesky – Kiss Me, Kate
  - Doug Besterman – The Music Man
  - Jonathan Tunick – Marie Christine
  - Harold Wheeler – Swing!
- 2001: Doug Besterman – The Producers
  - Larry Hochman – A Class Act
  - Jonathan Tunick – Follies
  - Harold Wheeler – The Full Monty
- 2002: Doug Besterman e Ralph Burns – Thoroughly Modern Millie
  - Benny Andersson, Martin Koch e Björn Ulvaeus – Mamma Mia!
  - William David Brohn – Sweet Smell of Success
  - Bruce Coughlin – Urinetown: The Musical
- 2003: Billy Joel e Stuart Malina – Movin' Out
  - Nicholas Kitsopoulos – La bohème
  - Jonathan Tunick – Nine
  - Harold Wheeler – Hairspray
- 2004: Michael Starobin – Assassins
  - Paul Bogaev – Bombay Dreams
  - William David Brohn – Wicked
  - Larry Hochman – Fiddler on the Roof

- 2005: Bruce Coughlin, Adam Guettel e Ted Sperling – The Light in the Piazza
  - Larry Hochman – Monty Python's Spamalot
  - Jonathan Tunick – Pacific Overtures
  - Harold Wheeler – Dirty Rotten Scoundrels
- 2006: Sarah Travis – Sweeney Todd: The Demon Barber of Fleet Street
  - Larry Blank – The Drowsy Chaperone
  - Dick Lieb e Danny Troob – The Pajama Game
  - Steve Orich – Jersey Boys
- 2007: Duncan Sheik – Spring Awakening
  - Bruce Coughlin – Grey Gardens
  - Jonathan Tunick – LoveMusik
  - Jonathan Tunick – 110 in the Shade
- 2008: Alex Lacamoire e Bill Sherman – In the Heights
  - Jason Carr – Sunday in the Park with George
  - Heidi Rodewald e Stew – Passing Strange
  - Jonathan Tunick – A Catered Affair
- 2009: (pareggio)
- Martin Koch – Billy Elliot the Musical
- Tom Kitt e Michael Starobin – Next to Normal
  - Larry Blank – White Christmas
  - John Clancy e Danny Troob – Shrek the Musical

### Anni 2010
- 2010: David Bryan e Daryl Waters – Memphis
  - Jason Carr – La Cage aux Folles
  - Aaron Johnson – Fela!
  - Jonathan Tunick – Promises, Promises
- 2011: Larry Hochman e Stephen Oremus – The Book of Mormon
  - Doug Besterman – How to Succeed in Business Without Really Trying
  - Larry Blank e Marc Shaiman – Catch Me If You Can
  - Larry Hochman – The Scottsboro Boys
- 2012: Martin Lowe – Once
  - William David Brohn e Christopher Jahnke – Porgy and Bess
  - Bill Elliott – Nice Work If You Can Get It
  - Danny Troob – Newsies
- 2013: Stephen Oremus – Kinky Boots
  - Bryan Crook e Ethan Popp – Motown: The Musical
  - Chris Nightingale – Matilda the Musical
  - Danny Troob – Rodgers and Hammerstein's Cinderella
- 2014: Jason Robert Brown – The Bridges of Madison County
  - Doug Besterman – Bullets Over Broadway
  - Steve Sidwell – Beautiful: The Carole King Musical
  - Jonathan Tunick – A Gentleman's Guide to Love and Murder

- 2015: Christopher Austin, Bill Elliott e Don Sebesky – An American in Paris
  - John Clancy – Fun Home
  - Larry Hochman – Something Rotten!
  - Rob Mathes – The Last Ship
- 2016: Alex Lacamoire – Hamilton
  - August Eriksmoen – Bright Star
  - Larry Hochman – She Loves Me
  - Daryl Waters – Shuffle Along, or, the Making of the Musical Sensation of 1921 and All That Followed
- 2017: Alex Lacamoire - Dear Evan Hansen
  - Bill Elliot & Greg Antony Rassen - Bandstand
  - Larry Hochman - Hello, Dolly!
  - Dave Malloy - Natasha, Pierre & The Great Comet og 1812
- 2018: Jamshied Sharifi - The Band's Visit
  - John Clancy - Mean Girls
  - Tom Kitt - SpongeBob SquarePants
  - Annmarie Milazzo & Michael Starobin - Once on This Island
  - Jonathan Tunick - Carousel
- 2019: Michael Chorney & Todd Sickafoose -  Hadestown
  - Larry Hochman - Kiss Me, Kate
  - Daniel Kluger - Oklahoma!
  - Simon Hale -  Tootsie
  - Harold Wheeler - Ain’t Too Proud

### Anni 2020
- 2020: Katie Kresek, Justin Levine, Charlie Rosen & Matt Stine - Moulin Rouge!
  - Tom Kitt - Jagged Little Pill
  - Ethan Popp - Tina
- 2021: La cerimonia non si è tenuta a causa della pandemia COVID-19
- 2022:  Simon Hale -  Girl from the North Country
  - David Cullen -  Company
  - Tom Curran - Six
  - David Holcenberg and Jason Michael Webb - MJ
  - Charlie Rosen - A Strange Loop
- 2023: Charlie Rosen and Bryan Carter -  Some Like It Hot
  - Bill Sherman and Dominic Fallacaro - & Juliet
  - John Clancy - Kimberly Akimbo
  - Jason Howland - Shucked
  - Daryl Waters & Sam Davis - New York, New York